# Congresso celta
O Congresso Internacional Celta (bretão: Ar C'hendalc'h Keltiek; córnico: An Keltek Guntelles; manês: Yn Cohaglym Celtiagh; gaélico escocês: A ' Chòmhdhail Cheilteach; irlandês: An Cheilteach Chomhdháil; galês: Y Gyngres Geltaidd) é uma  organização cultural que visa a promover as línguas celtas das nações da Irlanda, Escócia, País de Gales, Bretanha, Cornualha e Ilha de Man. Constitui-se numa organização não-política, cujo objeto declarado é o de " ... perpetuar a cultura, ideais e línguas dos povos celta, mantendo um contato intelectual e uma estreita cooperação entre as respectivas comunidades celtas."